# 第36屆廣播金鐘獎
第36屆廣播金鐘獎是2001年台灣廣播業界的年度盛事之一，表揚2001年度傑出的台灣廣播人。廣播金鐘獎頒獎典禮於2001年3月31日在台北市環亞大飯店舉行，主持人是聶雲、蠟筆小嵐與利亞。該屆頒獎典禮由台視負責進行現場轉播。

## 入圍暨得獎名單
下列之標記為該獎項得獎者

## 外部連結
- 90年廣播金鐘獎入圍名單 （页面存档备份，存于）.文化部影視及流行音樂產業局.2001-08-22
- 90年廣播金鐘獎得獎名單 （页面存档备份，存于）.文化部影視及流行音樂產業局.2001-08-24